# Can Grivé
Can Grivé és una obra eclèctica de Manlleu (Osona) inclosa a l'Inventari del Patrimoni Arquitectònic de Catalunya.

## Descripció
Edifici de planta baixa i dos pisos. A la planta una porta central d'arc carpanell molt rebaixat amb l'escut de la família a la dovella central (esculpit a baix relleu, amb les inicials ni la data de construcció). Als laterals hi ha dues finestres, i una altra porta a l'extrem. El pis principal està format per una balconada de tres finestres sostinguda per unes grans mènsules treballades amb motllures arrodonides i amb una barana de fosa. Cadascuna de les finestres està decorada als brancals per unes columnetes adossades de fust llis i capitell de volutes, amb un entaulament punxegut perfilat per una sanefa de dents de serra i un fris amb uns flor al centre i una sanefa de motius vegetals amb dues flors més als extrems. Al pis superior hi ha finestres apaïsades sense cap decoració. La teulada acaba amb una barbacana sostinguda per mènsules decorades. Al pany de paret sota-teulada (entre les mènsules) hi ha esgrafiats.